# Hyundai Elantra
 (кореј. 현대 아반떼) је аутомобил ниже средње класе, који производи јужнокорејска фабрика аутомобила Хјундаи од 1990. године. Тренутно се производи у седмој генерацији. Елантра је у почетку била на тржишту као Лантра у Аустралији и неким европским тржиштима. У Аустралији је то било због модела Митсубиши Магна Еланте са сличним именом; слично, на другим тржиштима, назив Аванте се не користи због његове сличности са Аудијевом ознаком „Авант“, која се користи за њихову линију каравана. Име је стандардизовано као „Елантра“ широм света 2001. године (осим у Јужној Кореји и Сингапуру).

## Историјат
Елантра је компактни аутомобил где се продаје на већини светских тржишта (у Јужној Кореји и Сингапуру се зове Хјундаи аванте и Хјундаи i30 седан). Као хечбек и караван, елантру је заменио Хјундаи i30 (осим у Сингапуру), што је веома слично како је био Тојота аурис заменио Тојоту королу као хечбек и караван.
На основу елантре је изведен Хјундаи тусон. Елантра је годинама била слична са Хјундаијем i30, Кијом сид и Кијом форте. Конкуренти су јој: Тојота корола, Хонда сивик, Мазда3, братски конкурент Кија форте, Форд фокус (Када је фокус био у Европи доступан као лимузина), Фолксваген џета, Рено меган, и други.

### Прва генерација (1990–1995)
Лансирана у октобру 1990. године, Елантра (кодно име Ј1) је 1993. добила средњорочни редизајн.

Елантру је покретао Мицубишијев 1.6 L (1595 cm3) ред-четворка. Ова ДОХЦ јединица са 16 вентила од 1,6 L производила је 113 КС (83 кВ) при 6000 о/мин и могла је да убрза Елантру до 97 км/х за 9,5 секунди. Трчање на четврт миље (0,4 км) трајало је 17,1 секунду и произвело је 130 км/ч. Максимална брзина је била 187 км/ч. Елантра је добила 22 мпг-УС (11 Л/100 км) у градском циклусу. Почевши од 1993. године била је доступна опција 1.8 L (1836 cm3) коју је дизајнирао Мицубиши; ова јединица производи 135 КС (99 кВ) при 6000 о/мин и заменила је твин-цам 1.6 на домаћем тржишту.
- I генерација, предњи поглед
- I генерација, задњи поглед
- I генерација, редизајн, предњи поглед
- I генерација, редизајн, задњи поглед

### Друга генерација (1995–2000)
Лансирана 1995. године, друга генерација (кодно име РД или Ј2) је била понуђена као лимузина и караван. На тржишту Јужне Кореје се продавао као "Хјундаи аванте" у облику лимузине и "аванте туринг" у караванском стилу. Нека извозна тржишта као што су Аустралија и Европа добила су серију као "Хјундаи лантра" по првој генерацији. Вагони на аустралијском тржишту добили су назив "лантра спортсвагон".
Приликом лансирања, 1.5 Л Алфа СОХЦ (61 кВ или 82 КС) редни четворокреветни мотор и 1.8 Л Бета ДОХЦ (95 кВ или 127 КС) бензински И4 мотор били су доступни у земљи. Касније је додат бензински мотор запремине 1.5 Л (66 кВ или 89 КС) заснован на Алфа ДОХЦ мотору. Филипинска верзија, као и на неким европским тржиштима, имала је 1.6 Л (1599 cm3) Бета, ДОХЦ (Г4ГР) који је производио (86 кВ или 115 КС) (на неким европским тржиштима 66 кВ (89 КС)).

Нова опција мотора од 2,0 Л је постала доступна. У Аустралији, ГЛС модел је био надоградња на ГЛ модел и нудио је 2.0 L мотор, велур облоге, мекша платнена седишта и алуминијумске фелне. ГЛС је имао држач светла за задње регистарске таблице у боји каросерије и спољашње бочне ретровизоре.
- II генерација, предњи поглед
- II генерација, задњи поглед, Лимузина
- II генерација, задњи поглед, Караван
- II генерација, редизајн, предњи поглед
- II генерација, редизајн, задњи поглед, Лимузина
- II генерација, редизајн, задњи поглед, Караван

### Трећа генерација (2000–2006)
Потпуно нови модел (кодно име КСД) лансиран је 2000. године. Караванска верзија је одбачена у корист Лифтбека са петоро врата. Почевши од 2001. године, сви амерички модели су долазили са стандардним предњим и бочним ваздушним јастуцима, клима уређајем, електричним бравама, електричним прозорима и серво управљачем. Ово је поједноставило залихе и поправке дилера, а такође је настојало да побољша имиџ Хјундаија о аутомобилима „вредности“.

Уграђивали су се бензински мотори од 1.6 (110 КС), 2.0 (145 КС) и дизел мотор од 2.0 CRDi (113 КС).
- III генерација, предњи поглед
- III генерација, задњи поглед, Лифтбек
- III генерација, задњи поглед, Лимузина
- III генерација, редизајн, предњи поглед
- III генерација, редизајн, задњи поглед, Лифтбек
- III генерација, редизајн, задњи поглед, Караван

### Четврта генерација (2006–2011)
Редизајнирана лимузина (означена ХД) је дебитовала на Међународном сајму аутомобила у Њујорку 2006. за модел 2007. године. Као и раније, ХД се продавао под именом Хјундаи аванте на домаћем тржишту Јужне Кореје. Користио је васкрсли изглед из 1960-их и 1970-их назван „стилинг боца кока-коле“. Од ове генерације, елантра се као хечбек (лифтбек) и караван не производи зато што је елантру у те две каросерије заменио Хјундаи i30, тако да се елантра једино продаје као лимузина.

Понуда мотора укључивала је 1.6- Gamma и 2.0 L Бета II бензинске редне четири моторе и 1.6 L турбодизел редни четири. Сви мотори су имали побољшану економичност горива. Петостепени ручни мењач је био стандардан са опционим четворостепеним аутоматским мењачем.
- IV генерација, предњи поглед
- IV генерација, задњи поглед
- IV генерација, редизајн, предњи поглед

### Пета генерација (2010–2016)
Аванте пете генерације је дебитовао на Међународном сајму аутомобила у Бусану 2010. у априлу 2010. Имао је кодни назив "МД" за лимузину, "УД" за седане произведене у САД и "ЈК" за купе. За америчко и канадско тржиште, имао је нови 1,8-литарски бензински мотор. На другим тржиштима, имао је 1,6-литарски бензински мотор са директним убризгавањем, који производи 103 кВ (138 КС) и 167 Нм (123 лб-фт) обртног момента, упарен са новим 6-степеним аутоматским или ручним мењачем. За тржишта као што је Блиски исток, 1.6-Л мотор је био МПИ верзија која испоручује 128 КС. Израелско тржиште је добило Елантру, са 1.6 GDI 132 кс упарен само са 6-степеним аутоматским мењачем. Дизајн је наставио Хјундаијеву стилску тему „флуидне скулптуре“ која је први пут виђена у Сонати из 2011. Нови модел је почео да се продаје у августу 2010. у Јужној Кореји, а почео је да се продаје између краја 2010. и почетка 2011. као модел из 2011. године. Америчка верзија пете генерације елантре дебитовала је на Салону аутомобила у Лос Анђелесу 2010. Покреће га нови 1.8-L Ну мотор који производи 148 КС (145 КС-ПЗЕВ) и 131 лб-фт (130 лб-фт-ПЗЕВ). Уштеди горива је помогао низак коефицијент отпора од само 0,28. Ну блок мотора је направљен од алуминијума уместо претходног ливеног гвожђа.
- V генерација, предњи поглед
- V генерација, задњи поглед
- Ентеријер
- V генерација, редизајн, предњи поглед
- V генерација, редизајн, задњи поглед

### Шеста генерација (2015–2020)
Шеста генерација елантре је лансирана у Јужној Кореји као аванте у септембру 2015. Дизајн аутомобила је промењен у конзервативнији изглед. Дизајн „флуидне скулптуре“ који је опстао у Хјундаи портфолију од 2011. нестао је у шестој генерацији елантре. Аутомобил је сада више као фестбек са својом линијом крова нагнутом од ветробранског стакла до задњег дела аутомобила и има мање кривина у целини са петоугаоном главом и задњим светлима, хексагоналном решетком и редизајнираним панелима каросерије и браником који наглашавају равне линије дуж каросерије. Предње стакло је повучено од хаубе даље од претходне генерације, што даје традиционалнији изглед лимузине. Унутрашњост је такође мање закривљена, са кокпитом, контролама звука/температуре и преградом за рукавице у једној линији на контролној плочи. Ово је урађено без смањења унутрашњег простора кабине претходне генерације.

Од мотора, користили су се бензински од 1.6 (128 КС), 1.6 T-GDI са турбином и дизел мотор од 1.6 CRDi (136 КС).
- VI генерација, предњи поглед
- VI генерација, задњи поглед
- Ентеријер
- VI генерација, редизајн, предњи поглед
- VI генерација, редизајн, задњи поглед
- Ентеријер, редизајн

### Седма генерација (2020–)
Седма генерација eлантре, која је објављена за 2021. моделску годину, представљена је 17. марта 2020. у Западном Холивуду, са кодним називом модела ЦН7. Задиркивао је нови језик дизајна "параметричке динамике" и повратак на дужи и шири брзи задњи стил спортске лимузине. Унутрашњост има више простора за ноге позади и нови дизајн инструмент табле са доступним двоструким дигиталним екранима. Аутомобил је кренуо у продају крајем 2020. године у САД и Канади.
- VII генерација, предњи поглед
- VII генерација, задњи поглед
- Ентеријер
- VII генерација, редизајн, предњи поглед
- VII генерација, редизајн, задњи поглед
- Ентеријер, редизајн